# Baclofen
Baclofen este un medicament folosit ca miorelaxant (relaxant al contracțiilor spastice ale muschulaturii striate) și calmant al durerilor rebele, cu acțiune la nivelul măduvei spinării. El reduce reflexul polisinaptic și monosinaptic, probabil prin inhibarea eliminării  aminoacizilor glutamat și aspartat (cu acțiune excitantă).
Baclofenul este un derivat al acidului gamma-aminobutiric, fiind din punct de vedere IUPAC derivatul (RS)-4-amino-3-(4-clorofenil)-al acidului butanoic.

## Farmacologie
Acționează la nivelul măduvei spinării, ca un miorelaxant al musculaturii striate, reducând reflexul polisinaptic și monosinaptic, probabil prin inhibarea aminoacizilor glutamat și aspartat (cu acțiune excitatoare).

### Metabolizare și excreție
Baclofenul, substanța activă, este absorbit complet și rapid în tractul gastrointestinal. Baclofenul se elimină, în general, neschimbat:  85% din doza de baclofen administrată este eliminată netransformată prin urină și fecale. Un procent de circa 15% este metabolizată , metabolitul principal fiind γ hidroxi metabolitul  acid 3-(p-clorofenil)-4-hidroxibutiric, format prin dezaminarea baclofenului. În majoritatea cazurilor, eliminarea este completă după circa 72 ore. 

### Indicații
Se folosește în tratarea  maladiilor neurologice asociate cu spasme ale mușchilor scheletici (striați), baclofenul având o acțiune benefică asupra contracțiilor musculare reflexe și o diminuare marcată a durerii, automatismului și clonusului. Astfel se ameliorează mobilitatea bolnavului facilitând în același timp fizioterapia.
Este considerat ca tratament preferențial, sau de luat în considerație, în următoarele afecțiuni: 
- Spasticitatea mușchilor scheletici în scleroza multiplă.
- Tulburări spastice ce apar în boli ale măduvei spinării, de natură infecțioasă, degenerativă, traumatică, neoplazică sau de origine necunoscută.
- Accidente cerebrovasculare sau în prezența maladiei cerebrale degenerative sau neoplazice.
- Nevralgia esentiala trigeminală.
- Dureri rebele la alte tratamente.
- În stomatologie, ca trarament topic pentru oprirea hemoragiei și ameliorarea dureii după intervenții chirurgicale, extracții, inplanturi.
- Spasme diafragmatice (sughițuri) deosebit de severe și repetate.
- Boala Huntington.

### Contraindicații
Hipersensibilitate la baclofen.

### Reacții adverse
- Apar în special la începutul tratamentului (dacă se utilizează o creștere rapidă a dozei). De obicei sunt tranzitorii și dispar la diminuarea dozelor.
- Mai grave sunt reacțiile adverse care apar la bolnavii psihici sau cu tulburări cerebrovasculare: toropeală, somnolență, greață, uscăciunea gurii, scăderea capacității respiratorii, confuzie mintală, amețeală, greață, vomă, dureri de cap și insomnie.
- Au mai fost raportate și manifestări psihice și/sau neurologice: euforie, stări depresive, parestezii, mialgii, atonie musculară, ataxie, tremor, nistagmus, tulburări de acomodare.
- La epileptici a fost raportată scăderea pragului de convulsie [9].
- Au mai fost rapoarate tulburări gastrointestinale (constipație, diaree) și cardiovasculare (hTA).

### Precauții
La bolnavii cu tulburări psihotice, schizofrenie sau stări confuzionale, adminstrarea baclofenului trebuie făcută sub supraveghere (pot apărea exacerbări ale acestor stări). Bolnavilor epileptici, administrarea de baclofen se va face cu precauție, concomitent cu administrarea de terapie anticonvulsivă. Aceeași atenție trebuie acordată bolnavilor cu ulcer peptic, maladii cerebrovasculare, alterări renale, hepatice, respiratorii. Întreruperea bruscă (contraindicată) a tratamentelor de lungă durată poate duce la apariția unor stări confuzionale și anxietate, halucinații, stări psihotice, maniacale sau paranoide, convulsii (status epilepticus), tahicardie, agravarea temporară a spasticității.
Bolnavilor de diabet zaharat sau boli hepatice este obligatorie efectuarea periodică a  testelor de laborator.

#### Sarcină și alăptare
În cazul sarcinii, în special în primele 3 luni, baclofenul se utilizează numai dacă este de necesitate vitală, urmărindu-se beneficiul tratamentului pentru mamă în raport cu posibila afectare a fătului, deoarece baclofenul străbate bariera placentară și trece în lapte, dar în cantități foarte mici.

## Interacțiuni
Când baclofenul este administrat concomitent cu alte preparate ce acționează asupra SNC (sistemului nervos central) sau alcoolului, poate apărea o sedare crescută. În timpul tratamentului concomitent cu antidepresive triciclice, efectul baclofenului este potențat. Deoarece tratamentul concomitent cu baclofen (administrat injectabil ) și antihipertensive se pare că produce scăderea tensiunii arteriale deci, dozarea medicației antihipertensive trebuie să fie ajustată. La bolnavii cu Parkinson, (tratată cu L-dopa sau carbidopa), pot apărea confuzii mintale, halucinații și agitație.

## Posologie (administrare)
Tratamentul începe cu doze mici de baclofen, mărirea dozei fiind făcută gradat. Doza optimă trebuie ajustată individual, astfel încât să se mențină un grad suficient de tonus muscular pentru a permite mișcări active. Baclofenul trebuie administrat în timpul mesei, cu puțin lichid, tratamentul începând o doză de 5 mg de 3 ori pe zi, apoi se mărește din 3 în 3 zile cu 5 mg de 3 ori pe zi, până la atingerea dozei zilnice. 

## Farmacografie
- Lioresal 10 mg [12]
- Lioresal 25 mg [13]

### Suspensia extemporaneică
Prepararea suspensiei extemporaneice (5 mg/mL) se face dup indicațiile din note:[A].

### Numele înregistrate ale Baclofen-ului («Marcă depusă») în diferite țări
Vezi lista de mai jos (note[B]).